# Proteïnúria
S'anomena proteïnúria a la presència de proteïnes a l'orina, en una quantitat superior a la normal. Habitualment el màxim normal de presència de proteïnes a l'orina es considera 150mg en l'orina de 24h. És un dels marcadors de patologia més utilitzats en nefrologia.

## Causes
Hi ha tres mecanismes principals per causar proteïnúria:
- Una malaltia al glomèrul, de molt, la més freqüent, i la causa més comuna és la diabetis que ocasiona la nefropatia diabètica
- L'augment de la quantitat de proteïnes al sèrum (proteïnúria desbordant)
- La baixa reabsorció al túbul proximal (síndrome de Fanconi)

La proteïnúria també pot ser causada per certs agents biològics, com el bevacizumab (Avastin) utilitzat en el tractament del càncer. La ingesta excessiva de líquids (beure més de 4 litres d'aigua al dia) és una altra causa.

## Mètodes per a determinar la proteïnúria

### Qualitativa
S'intenta esbrinar si la concentració de proteïnes és superior a l'esperat. Aquest tipus de prova té l'avantatge de què es pot realitzar amb una sola mostra d'orina, sense necessitat de recollir l'orina de 24 hores. És per això que s'utilitza habitualment com a forma ràpida de cribratge a la pràctica mèdica diària, mitjançant tires reactives. Aquestes tires canvien de color en presència d'una alta concentració de proteïnes, però són poc sensibles i específiques. És per això que un resultat positiu en aquestes proves s'acostuma a confirmar mitjançant un mètode quantitatiu. Les concentracions normals oscil·len habitualment entre 0 i 8 mg/dl.

### Quantitativa
S'intenta esbrinar la quantitat real de proteïnes excretades pel pacient en un període de 24 hores. El procés per a recollir l'orina de 24 hores és el següent:
- Dia 1: el pacient NO ha d'orinar al recipient quan s'aixeca al matí. Això es fa perquè es considera que aquesta orina correspon al dia anterior. Durant la resta del dia, el pacient ha de recollir l'orina que excreti
- Dia 2: el pacient ha d'orinar al recipient quan s'aixeca al matí. De manera similar a la primera orina del dia 1, es considera que aquesta orina pertany al dia anterior i per això es recull. Després d'això, el recipient es tanca i es desa refrigerat fins al moment de portar-lo al laboratori, consulta mèdica,...

Aquest mètode és molt més acurat que l'anterior i, com ja s'ha dit anteriorment, es considera normal qualsevol quantitat inferior a 150mg en orina de 24 hores.

## Tractament
El tractament de la proteïnúria necessita principalment un diagnòstic adequat de la causa. La causa més freqüent és la nefropatia diabètica; en aquest cas, un control glucèmic adequat pot frenar la progressió. El tractament mèdic consisteix en inhibidors de l'enzim conversiu de l'angiotensina (IECA), que solen ser una teràpia de primera línia per a la proteïnúria. En pacients la proteïnúria dels quals no es controla amb inhibidors de l'ECA, l'addició d'un antagonista d'aldosterona (és a dir, espironolactona) o un antagonista dels receptors d'angiotensina II (ARA II) pot reduir encara més la pèrdua de proteïnes.